# 草津道（忠治）の石橋

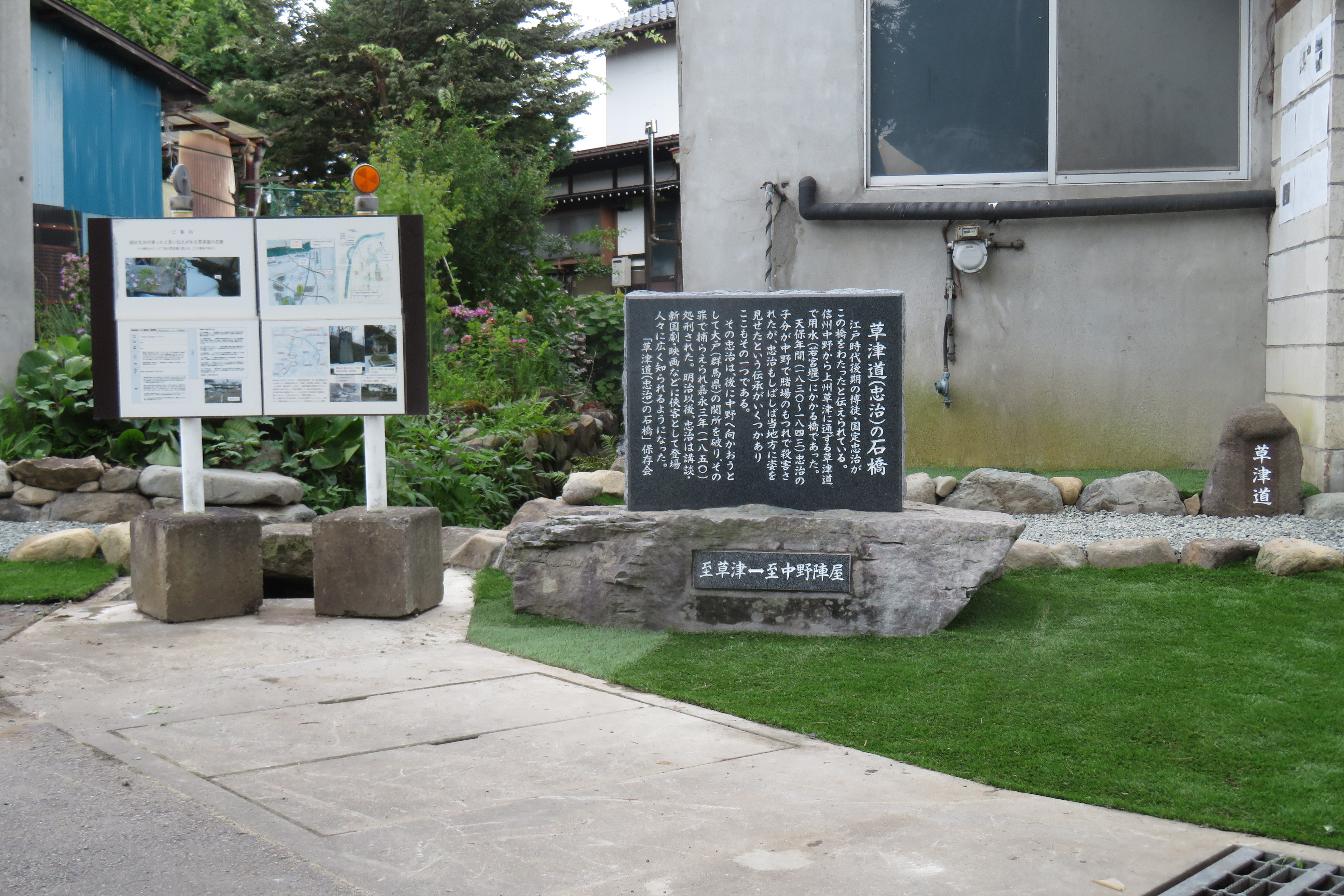
草津道（忠治）の石橋

草津道（忠治）の石橋（くさつどう（ちゅうじ）のいしばし）は、長野県中野市にある国定忠治が渡ったと伝承される石橋。

## 概要
「草津道（忠治）の石橋」保存会により2020年8月に中野市大字竹原1778-3番地先（八ヶ郷用水取入口付近）で国定忠治が渡ったと伝承される石橋の案内石碑の設置と草津道の復元が行われた。岩下忠春会長のもと、石橋近くの住人が中心となり「草津道（忠治）の石橋」保存会を結成して、「中野市中野のチカラ応援事業補助金」300,000円と協力金158,000円を集め458,000円で整備を行った。
江戸時代の後期、国定忠治という侠客が度々信州中野に来ているといわれている。群馬県の大戸の関所破りをして磔刑になり、最期を遂げるいきざまが、後の人々の共感を得て、明治から平成の初期まで講談・映画などで人々に広く知られていた一人であった。1836年（天保7年）、国定忠治は信州なかの弟分の茅場長兵衛が博徒源七に殺され、仇討のため信州なかのに来ている。石橋の伝承については高井地方史研究会が発行する『高井』に掲載されている。

## 近隣

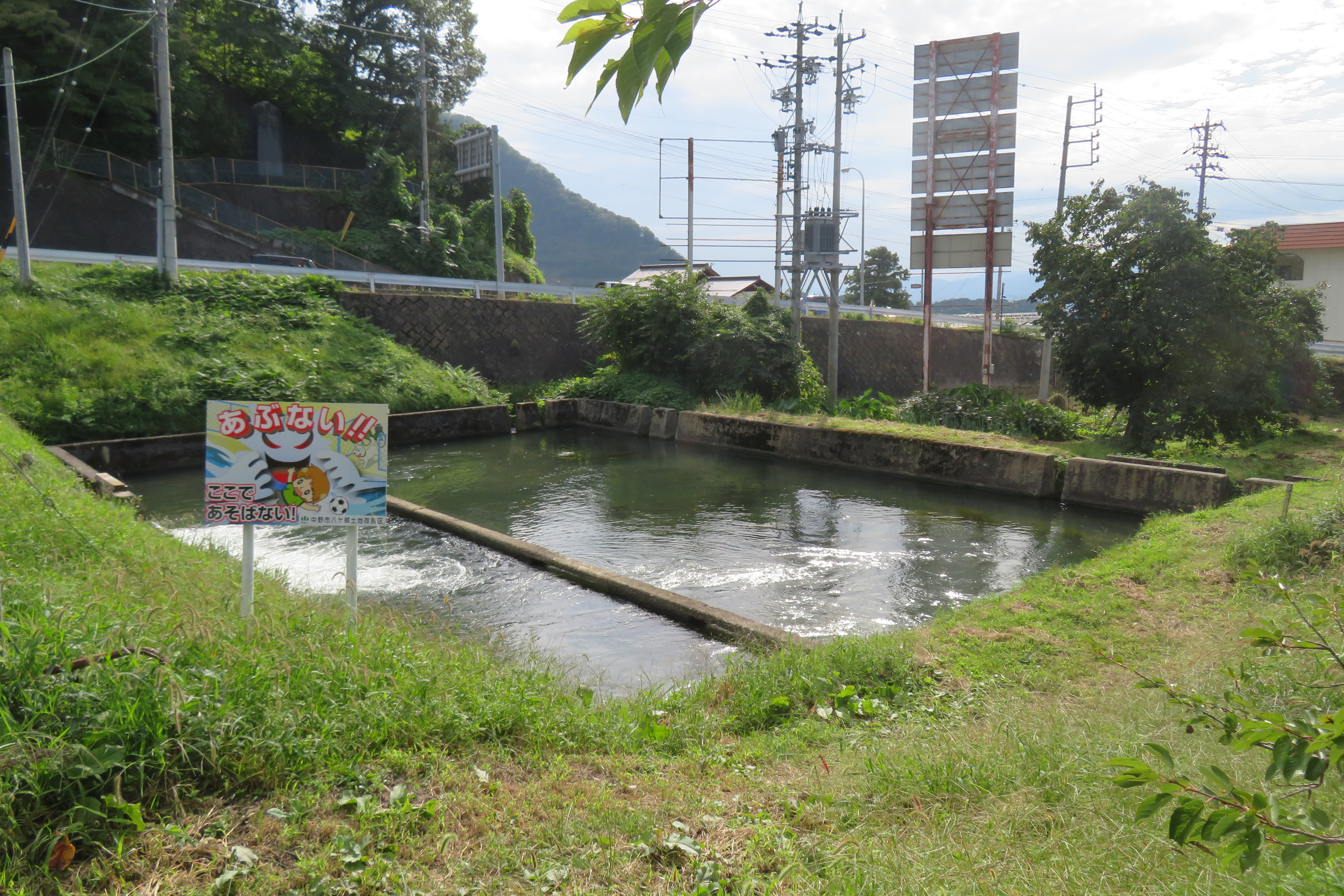
八ヶ郷用水取入れ口分水タンク

近隣には2006年、農林水産省の疎水百選に選ばれた八ヶ郷用水取入れ口と分水タンクがある。
農林水産省によりウォーキングコースが案内されている。